# Boarmia adustaria
Boarmia adustaria là một loài bướm đêm trong họ Geometridae.